# Jenkins, Kentucky
Jenkins är en stad (city) i Letcher County i delstaten Kentucky, USA. 2010 hade staden 2 203 invånare.